# کازینو رویال (رمان)
کازینو رویال (به انگلیسی: Casino Royale) نخستین اثر ایان فلمینگ و نخستین رمان از مجموعه داستان‌های جیمز باند است که در سال ۱۹۵۳ منتشر شد. این رمان برای فلمینگ زمینه‌ساز نگارش یازده رمان دیگر و دو مجموعه داستان کوتاه شد. پس از او نیز نویسندگان متعددی آثار این مجموعه را به ادامه دادند.
کازینو رویال درباره مأمور مخفی بریتانیا با نام جیمز باند است که در کازینویی در شهر خیالی رویال- له- زو در فرانسه قمار می‌کند تا لاشیفر، خزانه‌دار یک اتحادیه فرانسوی و عضو سرویس مخفی شوروی، را ورشکسته کند. باند در این مأموریت از سوی وسپر لیند، از اعضای سازمان خود، فلیکس لایتر از سازمان سیا و رنه ماتیس، از اداره دوم اطلاعات فرانسه، حمایت می‌شود. کازینو رویال علاوه بر خط داستانی جاسوسی، به موضوعاتی چون جایگاه بریتانیا در جهان و روابط آن با ایالات متحده آمریکا می‌پردازد. این موضوع در آن دوره و در پی فرار دو مأمور بریتانیایی، گای برجس و دونالد مک‌لین، به اتحاد جماهیر شوروی، اهمیت بیشتری یافته بود.
فلمینگ در نگارش این داستان از تجربیات خود در دوران جنگ، زمانی که در بخش اطلاعات نیروی دریایی بریتانیا خدمت می‌کرد و نیز از افرادی که در آن دوران با آن‌ها آشنا شده بود، الهام گرفت. شخصیت جیمز باند نیز بازتابی از علایق و ویژگی‌های شخصی خود فلمینگ است. او پیش‌نویس اولیه کازینو رویال را در اوایل سال ۱۹۵۲، در ملک شخصی‌اش موسوم به «گلدن‌آی» در جامائیکا و در آستانه ازدواجش نوشت. فلمینگ در ابتدا نسبت به انتشار این رمان تردید داشت؛ اما دوست نویسنده‌اش با نام ویلیام پلامر، او را به انتشار آن تشویق کرد. این کتاب در زمان انتشار نقدهای عمدتاً مثبتی دریافت کرد و در کمتر از یک ماه پس از عرضه (تاریخ ۱۳ آوریل ۱۹۵۳) در بریتانیا به فروش کامل رسید. اما سرعت فروش آن در ایالات متحده آمریکا، که یک سال بعد انتشار یافت، کمتر بود.
تاکنون سه اقتباس سینمایی از رمان کازینو رویال صورت گرفته است: در سال ۱۹۵۴ به‌صورت یک قسمت از مجموعه تلویزیونی آمریکایی با بازی بری نلسون در نقش باند؛ در سال ۱۹۶۷ به‌صورت فیلمی طنز با بازی دیوید نیون در نقش سر جیمز باند و در سال ۲۰۰۶ به‌عنوان بخشی از مجموعه رسمی ایون پروداکشنز با بازی دنیل کریگ در نقش جیمز باند.

## پس‌زمینه
ایان فلمینگ، متولد سال ۱۹۰۸، فرزند ولنتاین فلمینگ، بانکدار ثروتمند و نماینده مجلس بریتانیا بود که در مه ۱۹۱۷ در جبهه غربی کشته شد. فلمینگ تحصیلات خود را در مدارس ایتن و سندهرست گذراند و مدت کوتاهی نیز در دانشگاه‌های مونیخ و ژنو به تحصیل پرداخت. او پیش از پیوستن به نیروی دریایی، مشاغل مختلفی را تجربه کرد تا این که توسط دریاسالار جان گادفری، رئیس اطلاعات نیروی دریایی، به‌عنوان دستیار شخصی‌ انتخاب شد. فلمینگ در اوت ۱۹۳۹ به‌طور رسمی و تمام‌وقت با اسم رمز «۱۷اف» به آن سازمان پیوست و در طول جنگ جهانی دوم نیز در همین سمت باقی ماند. او در اوایل سال ۱۹۳۹، به روابط عاشقانه با اَن اونیل (با نام خانوادگی پیشین چارتریس) پرداخت؛ زنی که در همان زمان همسر بارون اونیل سوم بود.

## توسعه داستان